# Jürgen Heun
Jürgen Heun (Günthersleben, 26 maggio 1958) è un ex calciatore tedesco orientale, dal 1990 tedesco, di ruolo attaccante.